# Ørsø
Ørsø er en lille landsby i det østlige Vendsyssel med under 200 indbyggere. Ørsø ligger fire kilometer nordøst for Dronninglund, fem kilometer sydvest for Agersted og 32 kilometer nord for Aalborg. Landsbyen ligger i Dronninglund Sogn, Brønderslev Kommune under Region Nordjylland.

## Ørsøs historie
Ørsø er en af de ældste landsbyer i området og de mange fortidsminder i området, bl.a. en del gravhøje, fortæller deres egen historie om tidlige tiders bosættelser.
Ørsø har haft tilknytning til "Den Gamle Kongevej", der allerede i arilds tid slyngede sig som en hovedfærdselsåre op gennem Jylland.
Den første læge i området var Ludvig Gottschalck f.11 sept. 1818 i Stege. Han var student fra Vordingborg i 1837, tog lægeeksamen i 1843, praktiserede i Præstø i 1944 og flyttede til Ørsø i 1845. Her blev han gift og flyttede til Aalborg i 1851,Løgstør i 1852, blev Distriktslæge i Lemvig i 1866.
Byen er tidligt beskrevet og rummede bl.a. kro, smed, møller, fattiggård, vejformand o.a. i tilknytning til Kongevejen, hvorfor det ikke kan overraske, at en del stednavne i området fortsat kan relateres til vejen og aktiviteterne i tilknytning til denne.
Ørsø rummede tidligere alle de nødvendige faciliteter for lokalsamfundets trivsel; vind- og vandmølle, skole, købmand, smedie, tømrer- og snedker, bødker, kro, o.a. – senere hen kom så jernbanen med station (Sæbybanen), mejeri og brugsforening, slagter, købmand, møbelhandler, entreprenør, maskinstation, benzintank, osv.
Med anlæg af nye veje og senere lukning af jernbanen (1968), mistede Ørsø gradvist sin status som en by af betydning for området.
Møllerne var lukket for længst sammen med den gamle kro, smeden, fattiggården, bødkeren, og de andre erhverv i tilknytning til Kongevejen, og nu fulgte så jernbanen, mejeriet, skolen, brugsforeningen (1982), og alle de andre små og mellemstore virksomheder.
I 1990 lukkede den sidste butik (brødudsalg) i Ørsø.
Dronning Charlotte Amalie købte Dronninglund Slot i 1690, (deraf navnet), før da hed det Hundslund Kloster. Dronningens datter Sophie Hedvig overtog slottet efter moderens død i 1716. Sophie Hedvig satte sit præg på slottet og oprettede flere prinsesseskoler i omegnen bl.a. en i Ørsø.
I 1943 blev der opført en ny skole 50 meter fra den gamle. Den nye skole indeholdt gymnastksal, sløjdlokale, bibliotek og sportsplads. Men som det ofte går med skolerne i de små samfund lukkede skolen i 1974. Skolen ejes i dag af Ørsø Judoklub, en af Danmarks førende. De gamle klasselokaler benyttes af Ørsø Billardklub (1977).